# Andrzej Sapkowski
Andrzej Sapkowski (em polonês: ˈandʐɛj sapˈkɔfskʲi) é um escritor polonês do gênero fantasia nascido no dia 21 de junho de 1948 em Łódź, sendo mais conhecido pela sua bem-sucedida série de contos e romances Wiedźmin (The Witcher).
Em 2012, Bogdan Zdrojewski, ministro da cultura e do patrimônio nacional da Polônia, concedeu-lhe a medalha de prata Gloria Artis.

## Biografia
Formando em economia, iniciou sua carreira literária no posto de tradutor, realizando para a revista mensal polonesa Fantastyka a tradução do conto The words of Guru, de Cyril Kornbluth, um renomado escritor americano de ficção científica. No entanto, a sua fama foi obtida com a série de contos e romances Wiedźmin, publicada originalmente em sete livros.
Sapkowski atualmente vive em Łódź, cidade da Polônia onde nasceu e da qual é cidadão honorário desde 9 de julho de 2008. Quando foi economista, trabalhou com o comércio exterior de peles, na empresa Skórimpex.
É casado e tem um filho.

## Obras

### Wiedźmin

#### Coleções de contos
- Wiedźmin - 1990
- A Espada do Destino (Miecz przeznaczenia) - 1992
- O Último Desejo (Ostatnie życzenie) - 1993
- Coś się kończy, coś się zaczyna (Algo Termina, Algo Começa) - 2000
- Maladie i inne opowiadania (Maladie e outros contos) - 2012

#### Romances
- O Sangue dos Elfos (Krew elfów) - 1994
- Tempo do Desprezo (Czas pogardy) - 1995
- Batismo de Fogo (Chrzest ognia) - 1996
- A Torre da Andorinha (Wieża Jaskółki) - 1997
- A Senhora do Lago (Pani Jeziora) - 1999

#### Romances independentes
- Tempo de Tempestade (Sezon burz) - 2013

### Trilogia Husycka
- Narrenturm - 2002
- Boży bojownicy (Guerreiros de Deus) - 2004
- Lux perpetua - 2006

### Outros romances
- Żmija (Víbora) - 2009

### Outros trabalhos
- Oko Yrrhedesa (O Olho de Yrrhedes) - 1995
- Świat króla Artura. Maladie (O Mundo do Rei Arthur. Maladie) - 1995
- Rękopis znaleziony w Smoczej Jaskini (Manuscrito Descoberto na Caverna de um Dragão) - 2001